# گل‌دوزی اوکراینی

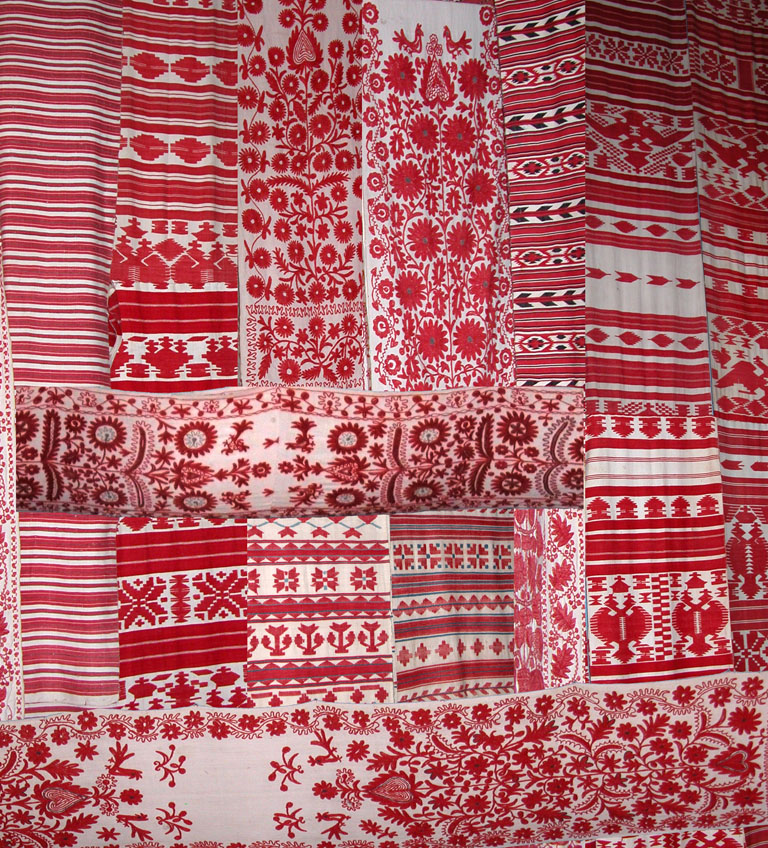
روشنیک‌ها - پارچه‌های آیینی گل‌دوزی شدهٔ اوکراینی. پریاسلاف، اوکراین

گل‌دوزی اوکراینی یا وایشیوکا (به اوکراینی: вишивка) جایگاه مهمی در میان شاخه‌های مختلف هنرهای تزئینی اوکراینی دارد. گل‌دوزی، تاریخی غنی در اوکراین دارد و مدت‌ها است در لباس‌های محلی اوکراین ظاهر می‌شود و همچنین در عروسی‌های سنتی اوکراینی و جشن‌های دیگر نقش داشته‌است. گل‌دوزی اوکراینی که در سراسر کشور ظاهر می‌شود بسته به منطقه مبدأ متفاوت است. از پولتاوا، کی‌یف، و چرنیهیف در شرق، تا وولین و پولیسیا در شمال غربی، تا بوکووینا، و منطقهٔ هوتسول در جنوب غربی، این طرح‌ها دارای تاریخچهٔ طولانی هستند که نقوش و ترکیبات تزئینی و همچنین رنگ‌ها و انواع کوک‌های مورد علاقهٔ آن‌ها را مشخص می‌کنند.

## تاریخچه

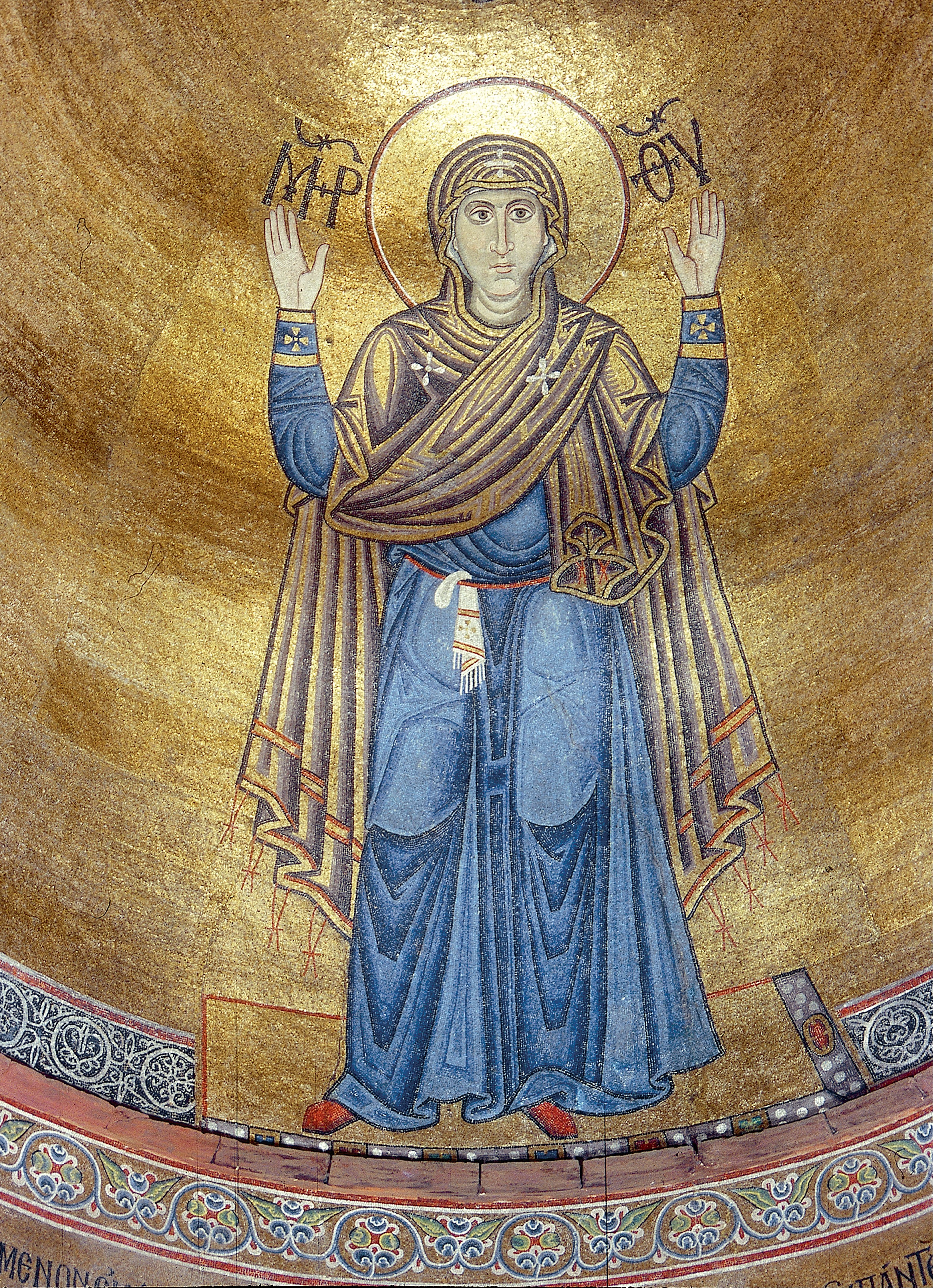
شمایل قرن دوازدهم از باکرۀ اورانس در کلیسای جامع سنت سوفیا در کی‌یف، (به دستمال گل‌دوزی شده روی کمربند توجه کنید)

گل‌دوزی یک سنت باستانی و نمادین در اوکراین است. در سال ۵۱۳ پیش از میلاد، هرودوت، مورخ مشهور یونانی، در توصیف حملۀ داریوش، اشاره کرد که قوم تراسیایی‌ها-داسی‌ها که در منطقۀ کنونی بالکان و غرب اوکراین زندگی می‌کردند، از گل‌دوزی برای تزئین لباس‌های خود استفاده می‌کردند. کاوش‌های شهرهای قرن اول پس از میلاد نمونه‌هایی از لباس‌های گل‌دوزی شده را در قلمرو اوکراین نشان داده‌ است. دیگر نمونه‌های اولیۀ گل‌دوزی شامل نقوش الهۀ پیش از مسیحیت، مانند بِرِهینیا است. نمونه‌هایی از گل‌دوزی قرن یازدهم میلادی در کلیسای جامع سنت سوفیا در کی‌یف بر روی دیوار‌نگاره‌ها و مینیاتورها وجود دارد. بسیاری از این نمونه‌های اولیه شباهت‌های مشخصی به گل‌دوزی‌های محلی در طول تاریخ دارند. گل‌دوزی اوکراینی تا قرن نوزدهم میلادی یک هنر روزمره در زندگی مردم عادی بود، زمانی که بیشتر به یک هنر پیشه‌وری تبدیل شد.
گل‌دوزی بیشتر برای تزیین لباس و پارچه و برای تزیین منازل و کلیساها استفاده می‌شد. محصولات گل‌دوزی شده، به ویژه روشنیک، برای یک سری از مراسم و آیین‌های اوکراین بسیار نمادین هستند.
بیشتر گل‌دوزی برای لباس استفاده می‌شد؛ البسۀ اصلی که با گل‌دوزی تزیین می‌شدند پیراهن یا ویشیوانکا بودند. پیراهن را بیشتر روی آستین‌ها و همچنین روی یقه و سینه و سرآستین با گل‌دوزی تزیین می‌کردند. سایر لباس‌ها نیز از جمله روسری، دامن، پیشبند، کلاه و شلوار مردانه، کاپشن بدون آستین، کوژوخ و کوژوشانکا (پالتو پوست‌گوسفند)، حمایل، اوچیپوک و… بودند. در برخی مناطق ملحفه‌‌ها نیز گل‌دوزی می‌شدند. به غیر از لباس، دیگر وسایلی که با گل‌دوزی تزیین می‌شوند، حوله، رومیزی، روکش نیمکت‌ها، حجاب و دستمال‌سر و روبالشی هستند. بسیاری از این اقلام برای تزئین فضای داخلی کلیساها استفاده می‌شوند، به عنوان مثال پوششی برای مراسم دینی یا پوششی برای شمایل‌ها.
به گفته مری دولیسزنی، یک فعال اوکراینی-کانادایی، تلاش‌های اتحاد جماهیر شوروی برای روسی‌سازی به هنر گل‌دوزی اوکراینی‌ها ضربه زد. به دلیل تلاش برای از بین بردن هنر گل‌دوزی اوکراینی، اوکراینی‌های دور از وطن برای مستندسازی الگوها و احیای این هنر تلاش کردند. بیشتر این تحقیقات در مؤسسات مطالعات اوکراینی در دانشگاه هاروارد و دانشگاه تورنتو انجام شد.
گل‌دوزی عامیانه نمادین بود و با تعداد زیادی از باورها، افسانه‌ها و خرافات از جمله اعتقادات مربوط به حفاظت و باروری مرتبط بود. شکل لوزی یک نقوش رایج است و نمایانگر زمین کاشت‌شده و باروری زنان است.
در اوکراین، گل‌دوزی توسط زنان توسعه یافت و معمولاً تا به امروز به عنوان یک فعالیت زنانه باقی مانده‌ است. به ندرت زنی وجود داشت که تا حدی به آن تسلط نداشته باشد. هم در اوکراین و هم در جوامع اوکراینی دور از وطن محبوب هستند، به طوری که کلوپ‌های گل‌دوزی زیادی وجود دارند.
گل‌دوزی به عنوان یک سرگرمی ملی شناخته می‌شود و بخشی از هویت فرهنگی و ملی اوکراین است.

## تنوع

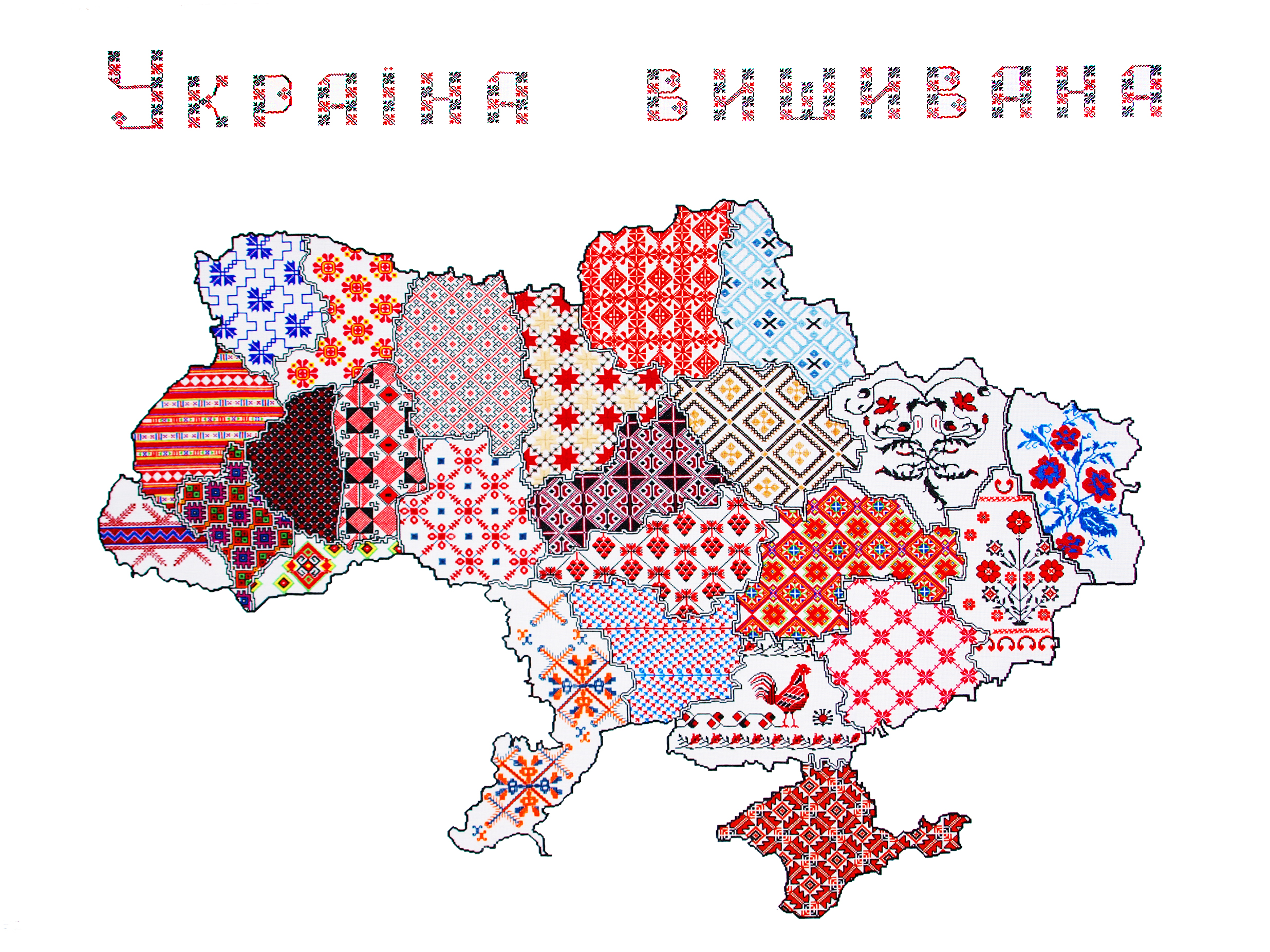
الگوی اشاعه

گل‌دوزی اوکراینی از منطقه‌ای به منطقۀ دیگر یا حتی روستایی به روستای دیگر تنوع زیادی دارد. با این حال، اکثر گل‌دوزی‌ها به‌طور کلی برای اکثر اوکراینی‌ها مشابه هستند. حتی با وجود این تنوع، سبک‌های سوزن‌دوزی که در سرتاسر اوکراین یافت می‌شوند، وقتی با هم جمع شوند، نشان‌دهندۀ یک سبک مشخص ملی اوکراین از گل‌دوزی هستند. قرمز و سیاه رایج‌ترین رنگ‌های گل‌دوزی اوکراینی بودند. گل‌دوزی عامیانه اوکراینی به دلیل تنوع زیاد تکنیک‌های آن قابل توجه است.

### اوکراین مرکزی و شرقی

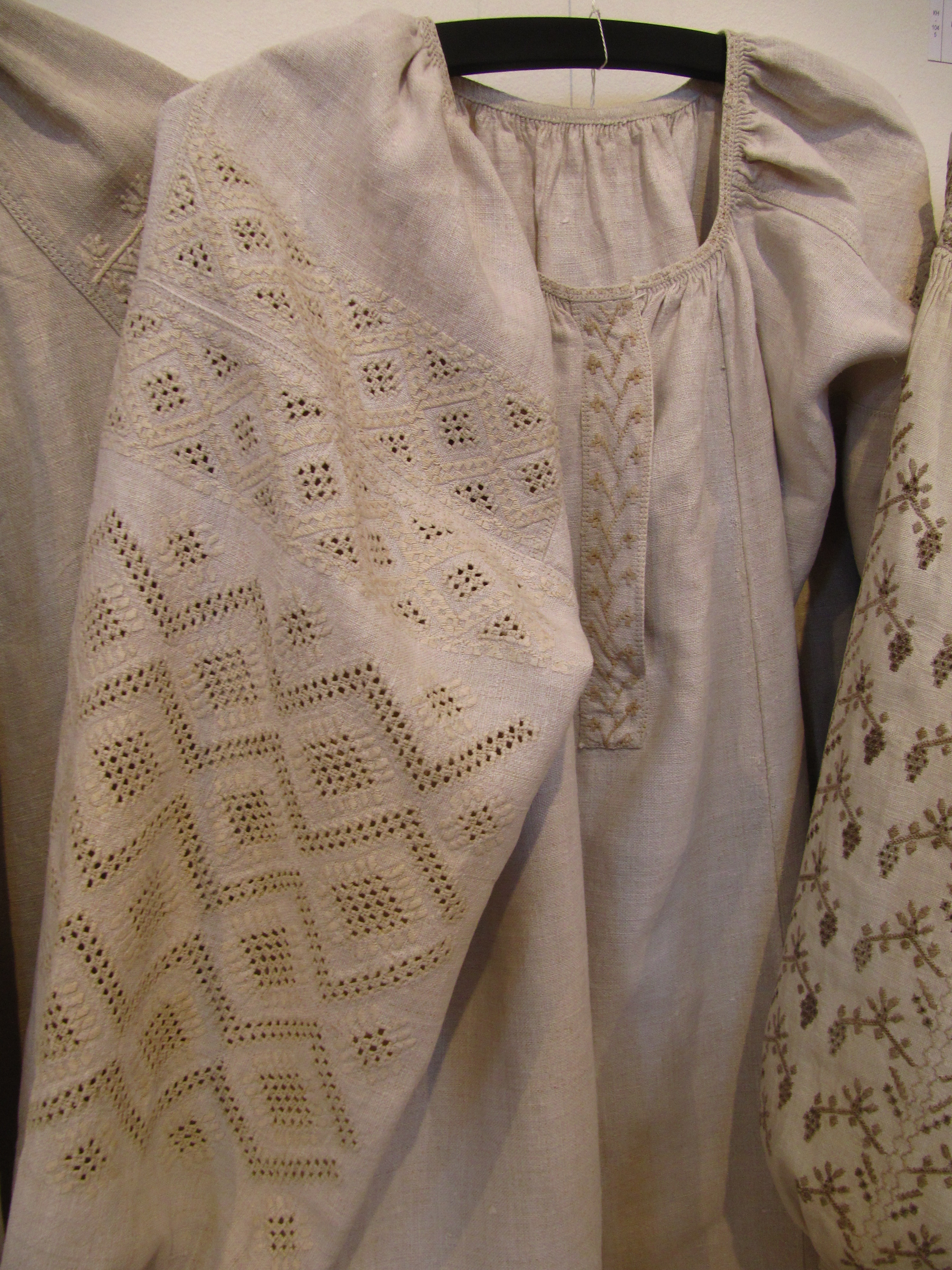
گل‌دوزی مشبک‌‌کار «سفید بر سفید» منطقهٔ پولتاوا

در بخش مرکزی و شرقی اوکراین، گل‌دوزی معمولاً از اشکال هندسی و تزئینات گیاهی تشکیل شده‌ است. طیف رنگی نقوش بسیار ظریف و از نظر جزئیات بسیار متنوع است. در منطقۀ پولتاوا، رنگ‌ها معمولاً شامل رنگ‌های آبی کم رنگ، سفید، اُخرایی روشن، سبز کم رنگ و خاکستری هستند. محصولات پولتاوا به ویژه به دلیل گل‌دوزی «سفید بر سفید» و گل‌دوزی مشبک‌‌کار خود مشهور هستند. طرح رنگ قرمز، قرمز-آبی (یا قرمز-مشکی) نقش مهمی در گل‌دوزی‌های مرکزی و شرقی-اوکراین ایفا می‌کنند، همان‌ گونه که تقریباً در سراسر اوکراین این کار را انجام می‌دهند.

### اوکراین غربی

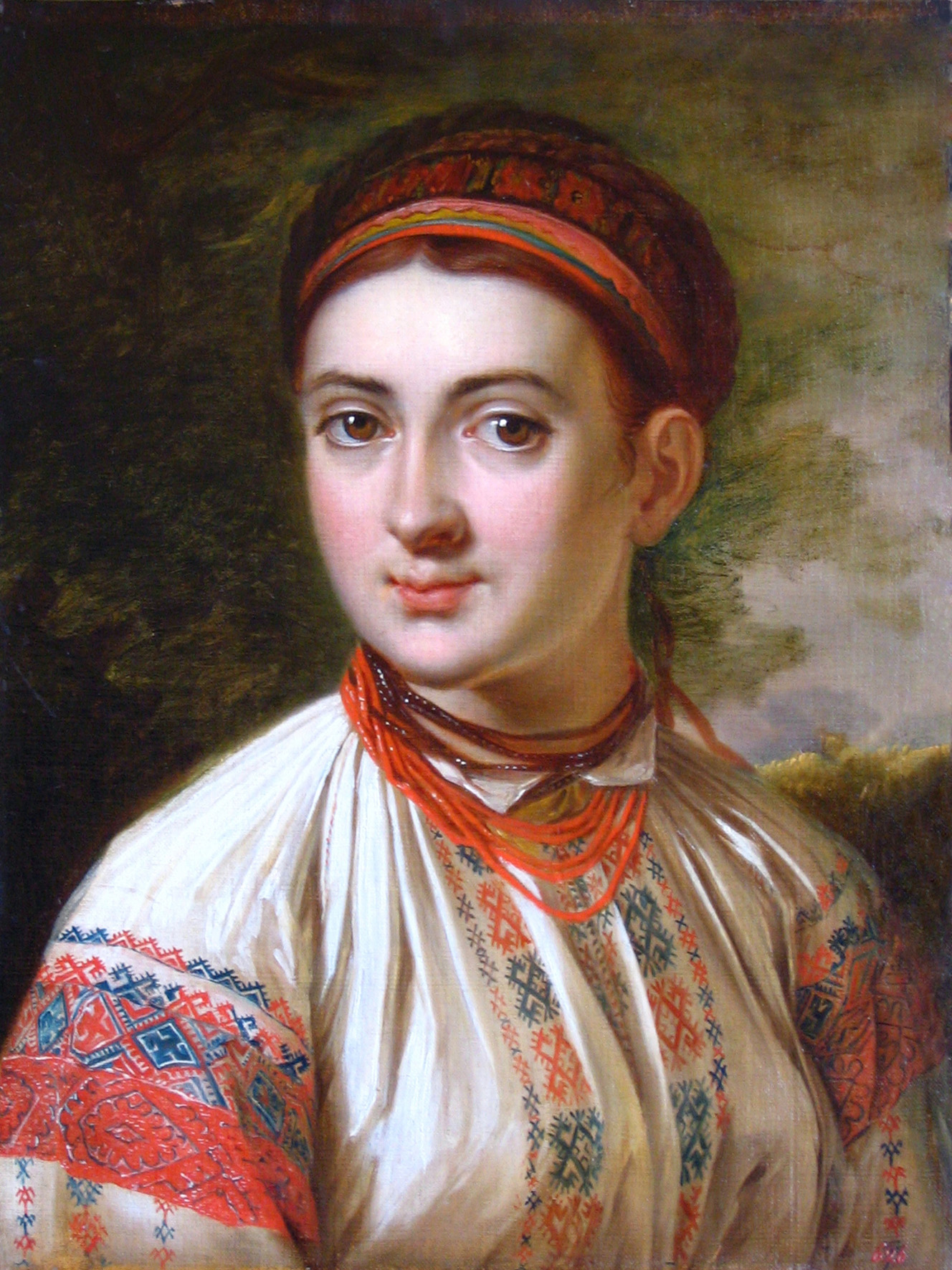
دختری از پودولیا، حدود ۱۸۰۰میلادی، اثر: واسیلی تروپینین، نمونه‌ای از گل‌دوزی سنتی اوکراینی

در غرب اوکراین، به ویژه در منطقۀ هوتسول، برای گل‌دوزی از تزئینات هندسی و رنگ‌های تند کاملاً متضاد استفاده می‌کنند. علاوه بر کوک-ضربدری که امروزه به‌طور گسترده مورد استفاده قرار می‌گیرد، هنوز هم کوک سوزن‌بافی زینتی به نام «نیزینکا» وجود دارد که عمدتاً در قسمت پشتی پارچه اجرا می‌شود و نوعی جلوۀ «توید» (پارچۀ پشم و نخ راه راه) می‌دهد. این یکی از قدیمی‌ترین دوخت‌های سنتی اوکراینی است که در ترکیب با مناطق از پیش تعیین‌شدۀ موادِ پس‌زمینۀ سفید که از طریق نخ‌های متراکم چیده‌شده به چشم می‌خورد، و بر نقش یکدست برش-واضح الگوهای اصلی تأکید می‌کند.
در منطقۀ لمکو، قدیمی‌ترین گل‌دوزی‌ها با نقوش خطیِ قرمز و قرمز-آبی اجرا می‌شد. با گذشت زمان رنگ‌های دیگری مانند آبی، سبز و زرد نیز اضافه شد.

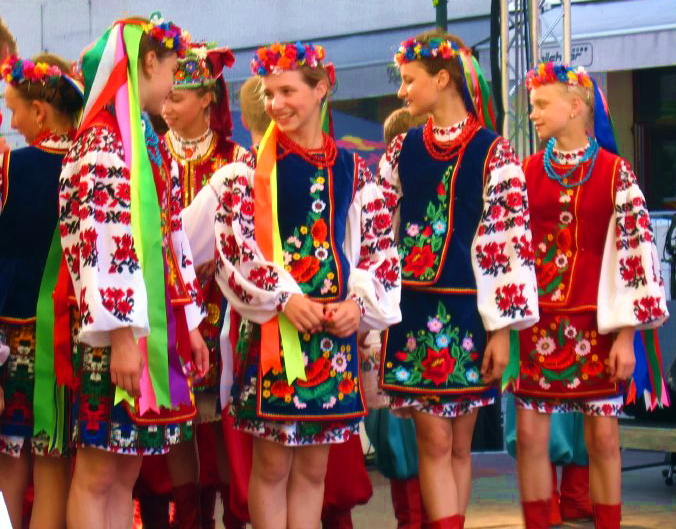
دختران اوکراینی در نسخه‌ای مدرن از لباس‌های سنتی گل‌دوزی شده

در منطقۀ بویکو، گل‌دوزی‌ها از نقوش هندسی سادۀ قرمز-آبی در نواحی غربی، تا نقوش هندسی و/یا گل‌دار عریض و متراکم در نواحی شرقی و جنوبیِ قلمروشان، متنوع بود. بویکوها همچنین به‌خاطر اسموکینگ‌های (تزیین روی لباس که با جمع کردن بخشی از مواد به شکل چین‌های تنگ و چسباندن آن‌ها به هم با دوخت‌های موازی به شکل زینتی ایجاد می‌شود.) چین‌دوزی شده‌شان به نام «بریژکی» که عمدتاً در اطراف یقه‌ها و سرآستین‌های پیراهن‌های زنانه و مردانه و همچنین در امتداد لبه‌های بالای پیش‌بند زنانه یافت می‌شد، شهرت داشتند.
گل‌دوزی‌های بوکووینا یکی از غنی‌ترین گل‌دوزی‌ها در سراسر اوکراین است که اغلب از ترکیب ۹ رنگ یا بیشتر استفاده می‌شود، از جمله نخ‌های فلزی نقره‌ای و طلایی و همچنین دانه‌های شیشه‌ای رنگی؛ ضمناً از تعدادی کوک نیز استفاده می‌کنند.
سوزن‌دوزی «پوکوتیا» نیز غنی و پیچیده و همچنین بسیار متنوع بود. قرمز رنگ غالب در بسیاری از سبک‌های گل‌دوزی در این منطقه بود که معمولاً با نخ‌های پشمی ضخیم فرآوری شده خانگی کار می‌کردند و گاهی اوقات برای تاکید به آن‌ها رنگ‌های زرد، سبز و آبی نیز اضافه می‌شد. اگر چه کوک-ضربدری غیرمعمول نبود، اما تکنیک قدیمی‌تر و سنتی‌تر به اصطلاح «کوک مجعد» بود (در واقع در بسیاری از مناطق جنوب غربی اوکراین بسیار محبوب است). در برخی از نقاط پوکوتیا و همسایۀ پودولیا، نقوش عریضی از گل‌دوزی‌های سفید روی سفید با کار پیچیده همراه با مشبک‌کار رایج بود. گل‌دوزی‌های پودولیا از بسیاری جهات مشابه بوکووینا و پوکوتیا بود، با تفاوت‌های محتاطانه و در عین حال قابل تشخیص در تمهیدات رنگ، نقوش و قرارگیری که به این شیوه آن‌ها را متمایز می‌کرد.
در هالیچینا، انواعی از سبک‌های گل‌دوزی وجود دارد که مختص مکان‌های منحصر به فرد بود، به‌ طوری‌ که با دیدن تکه‌ای از گل‌دوزی، امکان اشتباه در منشأ آن وجود ندارد.

### اوکراین شمالی

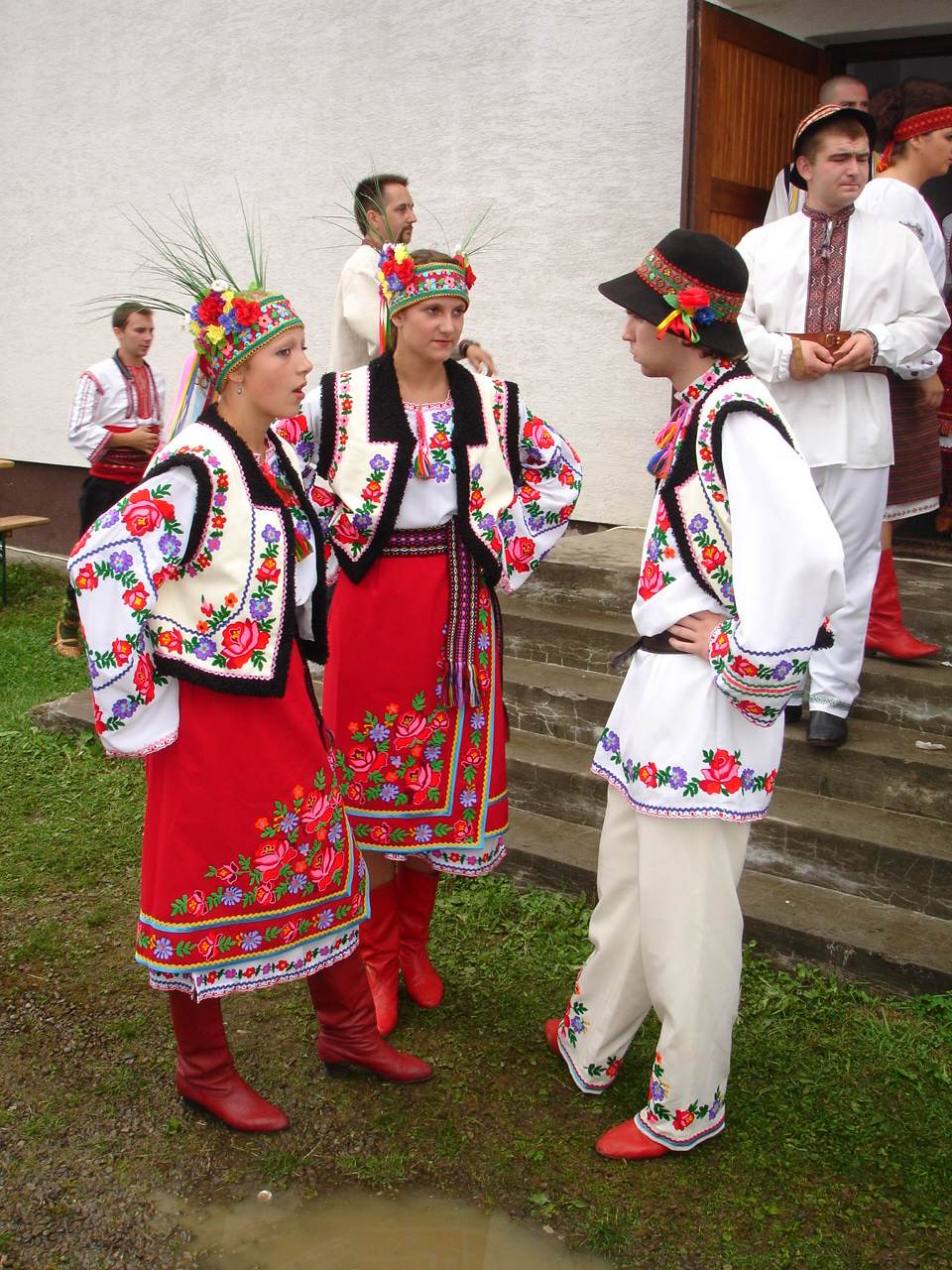
لباس‌های عامیانۀ اصلی اوکراینی‌های کارپاتو-روسین

در شمال غربی و شمال اوکراین (از جمله قلمرو قومی-تاریخی اوکراینیِ لهستان) سنت‌های سوزن‌دوزی نسبتاً دست نخورده از قدیمی‌ترین زمان‌ها حفظ شده‌ است. قرمز، و همچنین قرمز-آبی و قرمز-مشکی طرح‌های رنگی غالب در گل‌دوزی‌های هندسی باستانی این مناطق شمالی اوکراین بودند که عمدتاً در ردیف‌های متراکم یک کوک سوزن‌بافی افقی (به نام «زاوولیکانیا») اجرا می‌شد که نوارهایی افقی از الگوها را ایجاد می‌کند که یادآور بافتنی است. نقوش گل نیز در شمال محبوب هستند و از رنگ‌های قرمز، قرمز-آبی یا قرمز-سیاه به عنوان نوارهای سوزن-بافته استفاده می‌شود، اما در تکنیک بسیار جدیدتر از کوک-ضربدری استفاده می‌شود.

## افراد شاخص
- هانا ورس